# Alsdorf (Texas)
Alsdorf ist ein derzeit ca. 50 Einwohner umfassender Ort in Ellis County im US-Bundesstaat Texas. Die nächste größere Stadt ist Ennis in ca. 12 km Entfernung (Luftlinie).
Das Dorf wurde nach Alsdorf Faulkner zunächst Faulkner benannt, der Name wurde jedoch 1895 in den heutigen geändert.
Alsdorf zählte nie mehr als 100 Einwohner und hat heute sogar weniger als 50. Die Zahl hat in den letzten Jahren abgenommen.